# Архе (роман)
«Архе» — роман українського письменника  Любка Дереша 2005 року.

## Фабула
Семеро студентів-хіміків, які першими вивели пропорційний склад «архе», за копійки збувають на книжковому ринку біля Федорова підручники, а на виручені кошти закуповують нечувану кількість «Нафтизину», сульфацилу натрію, 0,1% р-ну атропіну та ще кілька видів крапель. Попередньо закалатавши близько п'ятдесяти порцій «плазми», вони знищують усі хімічні рівняння у страху, що відкриття вийде за межі їх вузького кола й «архе» піде «по людях». Хіміки проголошують себе «КЛАНОМ АРХЕ», вирішують забарикадуватися в кімнаті й не впускати нікого, поки не спорожняться запаси очних крапель. Упродовж чотирьох днів семеро архе-акцепторів у цілковитому заціпенінні споглядають «плазму».